# Pixy
Pixy (кор. 픽시, «Піксі», стилізовано як PIXY) — південнокорейський дівочий гурт, сформований у 2021 році компаніями ALLART Entertainment і Happy Tribe Entertainment. Колектив із шести учасниць (від 2022 року їх п'ять) дебютував 24 лютого 2021 року із синглом «With My Wings». Гурт складається з п'яти учасниць: Лоли, Діа, Суа, Дачон і Рінджі; учасниці Елла та Сетбьоль залишили гурт 27 серпня 2022 року через проблеми зі здоров'ям.

## Назва
Назва гурту походить від «піксі» (англ. pixie, pixy) — маленькі пустотливі духи у фольклорі південно-західної Англії, які пізніше асоціювалися з феями. Учасниці гурту PIXY виступають в образі фей-піксі.

## Історія

### Предебют
Елла була колишньою лідеркою гурту Cherry Bullet під сценічним псевдонімом Міре (кор. 미래). Вона покинула групу 13 грудня 2019 року разом з учасницями Кокоро (кор. 코코로) та Лінлін (кор. 린린) через особисті причини. Сетбьоль була колишньою учасницею гурту Girls' Alert. 24 квітня 2020 року компанія Roots Entertainment відклала випуск альбому групи через пандемію COVID-19. Троє учасниць вирішили залишитися, а Сетбьоль приєдналася до нового агентства. Сетбьоль також брала участь у талант-шоу Mix Nine каналу JTBC, де вона посіла 93-тє місце. Дачон — колишня учасниця дитячого гурту SUPA, який розпався у 2018 році.

### 2021 рік: Дебют,BraveryтаTemptation
24 лютого група PIXY випустили свій перший сингл-альбом With My Wings з титульним треком «Wings».
26 квітня PIXY у своєму фан-кафе оголосили назву свого фендому — «WINXY» (Wings + PIXY). Також було оголошено про запланований перший камбек (повернення) із мініальбомом Fairy Forest: Bravery, який вийшов 20 травня.
7 жовтня вийшов другий мініальбом Fairy Forest: Temptation з титульними треками «Addicted» і «Bewitched».
9 грудня PIXY анонсували свій спеціальний цифровий сингл «Call Me», який вийшов 14 грудня.

### 2022 рік:Rebornта зміна учасниць гурту
11 березня розважальне агентство ALLART Entertainment опублікувало заяву про те, що Елла візьме перерву через проблеми зі здоров'ям.
28 травня гурт оголосив про випуск 15 червня третього мініальбому Reborn, записаному без участі Елли.
27 липня група анонсувала тур по США «PIXY Didn't See Us Coming Tour», перший виступ у Лос-Анджелесі запланований на 11 серпня. Пізніше тур скасували.
27 серпня ALLART Entertainment оголосили, що Елла та Сетбьоль залишають гурт з особистих причин.
29 серпня гурт анонсував європейське турне «PIXY Wanna be Your Villain 1st Europe Tour», який розпочнеться з концерту в Амстердамі 13 жовтня.
27 вересня ALLART Entertainment повідомила, що, починаючи з європейського туру, в PIXY з'явиться нова учасниця-стажерка (трейні) Рінджі.
15 грудня група анонсувала свій третій цифровий сингл «Trick or Treat», який був випущений 18 грудня.

### 2023 рік:Chosen Karma, американський та європейський тури,The Voice
9 лютого ALLART Entertainment оголосила, що PIXY офіційно повернуться з новим камбеком у березні.
19 лютого гурт опублікував трейлер свого камбека, а 20 лютого — планувальник для свого четвертого мініальбому Chosen Karma, випуск якого запланований на 10 березня.
25 лютого гурт взяв участь у шоу «The Next: K-Pop Girl Groups VR Battle», в якому дівчата виступили в конкурсі проти чотирьох інших гуртів. Шоу включало місії фан-команд, місії з хітами XX століття і місії з танцювальними піснями K-pop 2000-х років. Через те, що спонсор шоу, компанія з виробництва окулярів доповненої реальності PICO XR, зробила доступ до перегляду шоу лише за допомогою таких окулярів, глядачів виявилось небагато.
2 березня гурт анонсував тур по США «Karma Is AB 1st American Tour», який розпочнеться з виступу в Сієтлі 6 квітня та закінчиться 10 травня в Тампі.
10 липня гурт PIXY призначено послом у зв'язках з громадськістю, культурою та мистецтвом міста Кімхе. Гурт також перемістив свою штаб-квартиру з Сеулу до Кімхе.
19 серпня мав відбутися концерт PIXY ZERO;X у Японії, але був скасований «через внутрішні проблеми».
4 серпня на сторінці в інстаграм-акаунті корейського бренду спортивного одягу TopTen Balance з'явилося промовідео за участю гурту PIXY, де дівчата представлені як моделі бренду.
20 жовтня гурт анонсував цифровий мініальбом The Voice, який вийшов 24 жовтня.
19 листопада — 9 грудня заплановані концерти другого європейського туру «Last Night In The Dark City».

## Учасниці гурту
| Ім'я            | Справжнє ім'я        | Дата народження           | Позиція                                           | Колір | Колір      |
| --------------- | -------------------- | ------------------------- | ------------------------------------------------- | ----- | ---------- |
| Лола (로라)     | Чхве Юджон (최유정)  | 22 лютого 2001 (24 роки)  | Головна реперка                                   |       | Фіолетовий |
| Діа (디아)      | Чхве Инджі (최은지)  | 16 липня 2001 (23 роки)   | Лідерка, головна танцюристка, головна вокалістка  |       | Чорний     |
| Суа (수아)      | Чхве Суа (최수아)    | 24 лютого 2003 (22 роки)  | Сабвокалістка                                     |       | Білий      |
| Дачон (다정)    | Чон Дачон (정다정)   | 31 липня 2003 (21 рік)    | Провідна вокалістка                               |       | Рожевий    |
| Рінджі (린지)   | Хван Рінджі (황린지) | 5 травня 2006 (18 років)  | Головна танцюристка, сабвокалістка, макне         |       | Зелений    |
| Колишні         |                      |                           |                                                   |       |            |
| Елла (엘라)     | Кім Кьонджу (김경주) | 26 лютого 1998 (27 років) | Лідерка, головна вокалістка, провідна танцюристка |       | Синій      |
| Сетбьоль (샛별) | Чон Юджін (전유진)   | 27 лютого 2001 (24 роки)  | Провідна реперка, сабвокалістка                   |       | Жовтий     |

### Цікаві факти
- Тренер гурту з вокалу — колишня учасниця Kitten Girls, солістка та колега по лейблу MOA.
- День дебюту, 24 лютого, збігається з днем народження однієї з учасниць — Суа.
- Перший закордонний виступ PIXY пройшов у місті Шиллонг в Індії, на Cherry Blossom Festival 2021.

## Дискографія

### Мініальбоми
| Назва                                                                            | Деталі | Пікові позиції у чартах | Продажі                  |
| Назва                                                                            | Деталі | KOR                     | Продажі                  |
| -------------------------------------------------------------------------------- | --- | ----------------------- | ------------------------ |
| Bravery                                                                          | - Реліз: 20 травня 2021 - Лейбл: Allart Entertainment, Happy Tribe Entertainment - Формат: CD, цифрове завантаження, стриминг Трек-лист 1. «Intro: sgniw ym htiw ylf (Fly with My Wings)» 2. «Let Me Know» (кор. 날개) 3. «(Hot) The Moon» 4. «Greedy» 5. «Insomnia» 6. «Wings» (кор. 날개) (Remix) 7. «Let Me Know» (Inst.) 8. «The Moon» (Inst.)                       | 67                      | - Південна Корея: 1,100  |
| Temptation                                                                       | - Реліз: 7 жовтня 2021 - Лейбл: Allart Entertainment, Happy Tribe Entertainment - Формат: CD, цифрове завантаження, стриминг Трек-лист 1. «Intro (End of the Forest)» 2. «Addicted» (кор. 중독) 3. «Bewitched» 4. «Moonlight» 5. «Still with Me» (To.Winxy) 6. «Bewitched» (Eng Ver.) 7. «Moonlight» (Eng Ver.) 8. «Bewitched» (Inst.) 9. «Addicted» (кор. 중독) (Inst.) | 27                      | - Південна Корея: 6,250  |
| Reborn                                                                           | - Реліз: 15 червня 2022 - Лейбл: Allart Entertainment, Happy Tribe Entertainment - Формат: CD, цифрове завантаження, стриминг Трек-лист 1. «Villain» 2. «Breath» (кор. 숨) 3. «Natural» 4. «Deja Vu» 5. «Greetings» (кор. 안부) 6. «Swan Song» 7. «Villain» (Inst.) | 27                      | - Південна Корея: 8,405  |
| Chosen Karma                                                                     | - Реліз: 10 березня 2023 - Лейбл: Allart Entertainment, Happy Tribe Entertainment - Формат: CD, цифрове завантаження, стриминг Трек-лист 1. «Hide & Seek» 2. «Flip a Coin» 3. «Karma» 4. «Falling» 5. «Whisper (кор. 궛속말)» 6. «Karma (Inst.)» | 19                      | - Південна Корея: 23,565 |
| The Voice                                                                        | - Реліз: 24 жовтня 2023 - Лейбл: Allart Entertainment, Happy Tribe Entertainment - Формат: цифрове завантаження, стриминг Трек-лист 1. «Truth Or Dare» 2. «P.S.» 3. «Truth Or Dare English Version» 4. «The Letter» | —                       | —                        |
| «—» релізи, що не потрапили у чарти або не були випущені у відповідних регіонах. | |                         |                          |

### Сингл-альбом
| Назва         | Деталі |
| ------------- | --- |
| With My Wings | - Реліз: 24 лютого 2021 - Лейбл: Allart Entertainment, Happy Tribe Entertainment - Формат: цифрове завантаження, стриминг Трек-лист 1. «Wings» (кор. 날개) |

### Сингли
| Назва                     | Рік  | Альбом            |
| ------------------------- | ---- | ----------------- |
| «Wings» (кор. 날개)       | 2021 | With My Wings     |
| «Let Me Know»             | 2021 | Bravery           |
| «Addicted» (кор. 중독)    | 2021 | Temptation        |
| «Moonlight»               | 2021 | Temptation        |
| «Bewitched»               | 2021 | Temptation        |
| «Call Me» (кор. 불러불러) | 2021 | Сингл без альбому |
| «Villain»                 | 2022 | Reborn            |
| «Karma»                   | 2023 | Chosen Karma      |

## Концерти

### Сольні концерти
- PIXY Didn't See Us Coming Tour (2022, скасовано)

- Лос-Анджелес (11 серпня, The Vermont Hollywood - скасовано)
- Сакраменто (12 серпня, Harlow's - скасовано)
- Сієтл (15 серпня, Madame Lou's - скасовано)

- PIXY Wanna be Your Villain 1st European Tour (2022)[28]

- Амстердам, Нідерланди (13 жовтня, OZ Melkweg)
- Кельн, Німеччина (14 жовтня, Luxor)
- Париж, Франція (16 жовтня, Petit Bain)
- Лондон, Велика Британія (17 жовтня, O2 Academy Islington)
- Варшава, Польща (20 жовтня, Hybrydy Club)

- Karma Is AB 1st American Tour (2023)[29]

- Сіетл, Вашингтон (6 квітня, El Corazon)
- Портленд, Орегон (7 квітня, Bossanova Ballroom)
- Лос-Анджелес, Каліфорнія (9 квітня, Palace Theater)
- Фінікс, Аризона (10 квітня, Stage West)
- Сан-Антоніо, Техас (12 квітня, Vibes Event Center)
- Даллас, Техас (13 квітня, The Loft)
- Остін, Техас (15 квітня, The Venue)
- Х'юстон, Техас (16 квітня, Scout Bar)
- Денвер, Колорадо (18 квітня, The Oriental Theater)
- Сент-Пол, Міннесота (20 квітня, Amsterdam Bar & Grill)
- Канзас-Сіті, Міссурі (23 квітня, Gem Theater)
- Сент-Луїс, Міссурі (24 квітня, Red Flag)
- Чикаго, Іллінойс (26 квітня, Logan Square Auditorium)
- Луїсвілл, Кентуккі (27 квітня, Art Sanctuary)
- Індіанаполіс, Індіана (29 квітня, Irving Theater)
- Колумбус, Огайо (30 квітня, The Summit Music Hall)
- Бостон, Массачусетс (2 травня, Middle East)
- Нью-Йорк, Нью-Йорк (3 травня, The Brooklyn Monarch)
- Філадельфія, Пенсільванія (5 травня, Temple Performing Arts Center)
- Атланта, Джорджія (7 травня, Center Stage)
- Орландо, Флорида (9 травня, Level 13)
- Тампа, Флорида (10 травня, Brass Mug)

- ZERO;X (2023, скасовано)[19][20]

- Токіо, Японія (19 серпня, Zepp Haneda - скасовано)

- Last Night In The Dark City (2023)[30]

- Мадрид, Іспанія (19 листопада, La Sala - скасовано)
- Прага, Чехія (22 листопада, Rock Cafe - скасовано)
- Будапешт, Угорщина (23 листопада, Durer Kert - скасовано)
- Лондон, Велика Британія (26 листопада, Garage)
- Страсбург, Франція (28 листопада, Maison Bleue)
- Амстердам, Нідерланди (29 листопада, P60)
- Бордо, Франція (2 грудня, Salle Des Fêtes Du Grand Parc)
- Париж, Франція (3 грудня, La Maroquinerie)
- Берлін, Німеччина (5 грудня, So36)
- Бохум, Німеччина (6 грудня, Zeche)
- Стокгольм, Швеція (8 грудня, Fryshuset)
- Варшава, Польща (9 грудня, Hybrydy Club)

### Участь у концертах
- Cherry Blossom Festival (2021)[31]